# 짐 브리어

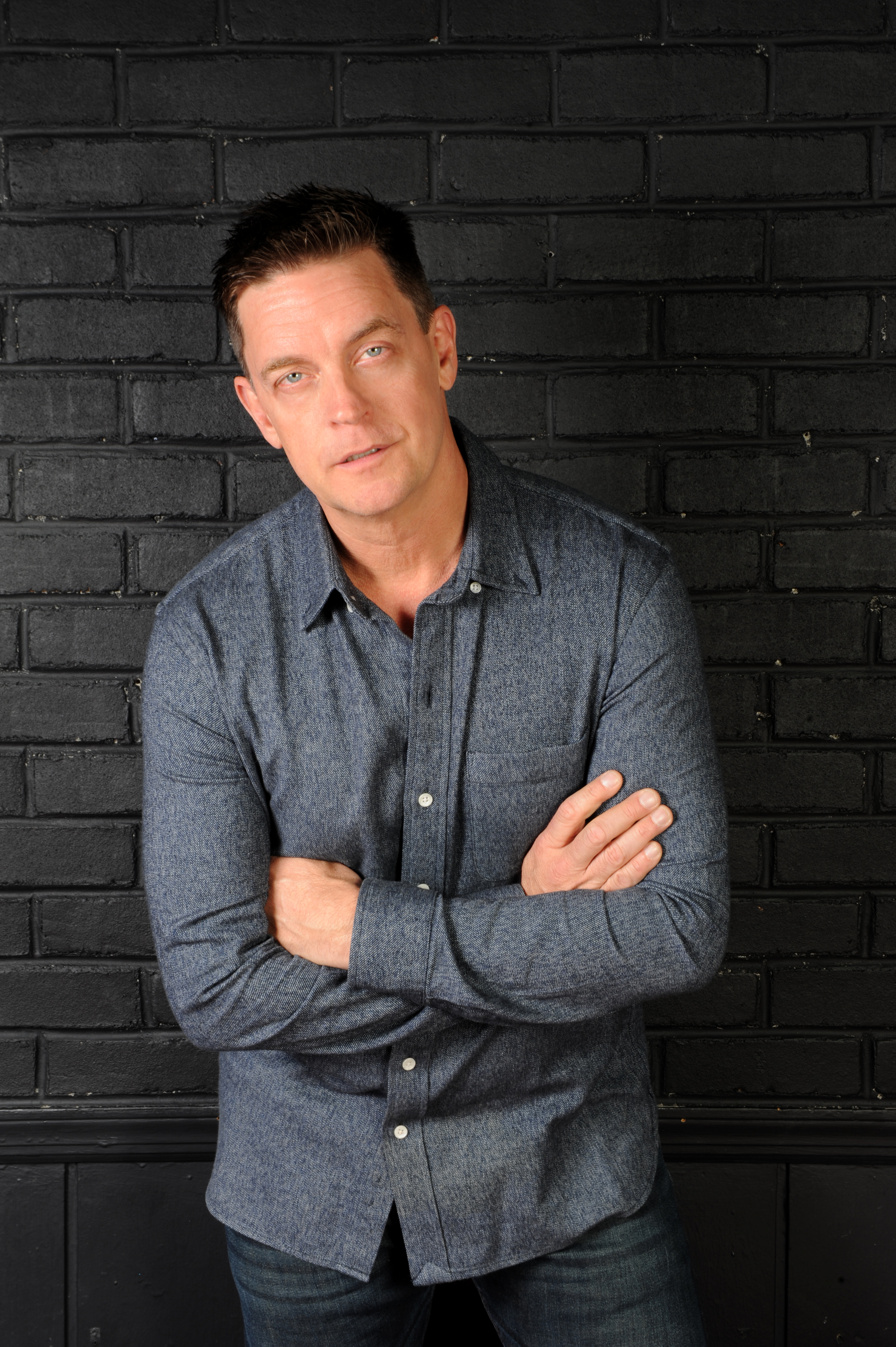
Breuer (2017)

짐 브루어(Jim Breuer, 영어 발음: /ˈbruː.ər/, 1967년 6월 21일 ~ )는 미국의 라디오 DJ, 배우이다.

## 출연 작품
- 퀴터스 (2015년)
- 동물원 사육사 (2011년)
- 비어 리그 (2006년)
- Saturday Night Live: The Best of Will Ferrell - Volume 2 (2004) - 다큐멘터리
- 원 아이드 킹 (2001년)
- 타이탄 AE (2000년)
- 딕 (1999년) - 존 딘 역
- Saturday Night Live: The Best of Mike Myers (1998) - 본인 (다큐멘터리)
- 투 트러블 (1998년)

### 텔레비전
- 새터데이 나이트 라이브 (1995-98)
- 더 데일리 쇼 (1996-98) - 본인
- Last Call with Carson Daly (2002-10)
- Chappelle's Show (2003-04)
- Saturday Night Live in the '90s: Pop Culture Nation (2007) - 본인 (TV 스페셜)